# ATM (Molise)
La ATM - Azienda Trasporti Molisana è un'azienda di trasporto pubblico italiana con sede a Ripalimosani (CB), nella zona industriale di Campobasso-Ripalimosani, e filiali a Isernia e Termoli.
È nata nel 2011 come cooperazione temporanea tra la SATI (Società Autocooperative Trasporti Italiani) di Campobasso, attiva soprattutto in provincia e nei collegamenti con Pescara, e la Larivera di Termoli, con un ruolo importante in Basso Molise, al fine di creare una possibile azienda unica di trasporto pubblico regionale. A maggio 2012 è stato completato l'assorbimento in ATM della Molise Trasporti (ex SCAUT) di Campobasso, che gestiva i collegamenti con la Puglia e altre importanti città tra cui Roma, Firenze, Siena, Perugia.
Nel 2014 SATI si separa da ATM e torna a operare autonomamente.
L'azienda gestisce autolinee che collegano il Molise al resto d'Italia e garantiscono il traffico locale tra vari comuni della regione tramite l'ausilio di un parco veicolare composto da 217 vetture.